# Баттьяни, Балтазар
Балтазар Баттьяни (ок. 1542—1590) — венгерский государственный деятель и гуманист из семьи Баттьяни. Известен как библиофил, полиглот и покровитель книгопечатания в Венгрии. Являясь одним из богатейших людей страны, организовал при своём дворе в Неметуйваре прибежище для интеллектуалов со всей Европы, спасавшихся от религиозных потрясений эпохи Реформации. Благодаря своим связям среди гуманистов он собрал обширную библиотеку, считавшую пятой по размеру в Венгрии. В науке он следовал Парацельсу и ставил алхимические опыты в своей лаборатории.
Балтазар Баттьяни привлекает внимание исследователей как интересный представитель эпохи «республики учёных», сочетавший черты аристократа и гуманиста.

## Биография

### Юность
Балтазар Баттьяни родился в семье Кристофа Баттьяни (1500/1510—1570) и его жены Ержбеты Светкович. Семья Баттьяни в это время являлась одной из могущественнейших в Венгрии. Балтазар приходился правнуком судье Балтазару Баттьяни (ум. 1520) и внучатым племянником Ференцу Баттьяни (1497—1566), бану Хорватии в 1525—1527 годах и советнику ряда королей Венгрии и Австрии. Точная дата рождения Балтазара не известна, и восстанавливается приблизительно на основании сохранившейся огромной переписки тётки, Каталины Светкович (жены Ференца Баттьяни) с его отцом. Основным предметом этой переписки был буйный нрав Кристофа и, в частности, его неподобающее обращение с женой. Тем не менее, Кристоф был образованным человеком, чьи интересы включали ботанику, медицину и коллекционирование книг — сохранились жалобы францисканских монахов королю Фердинанду I о том, что Баттьяни силой конфисковал их библиотеку. О том, что Ержбета ждёт ребёнка Каталина сообщала Кристофу в январе 1542 года, в последующих письмах говорилось, что мать и ребёнок здоровы, без упоминания пола ребёнка. Современник покойного, историк Миклош Иштванффи сообщает, что скоропостижная смерть Балтазара Баттьяни в 1590 году произошла на 48 году его жизни, что подтверждает датировку рождения в 1542 годом. Вероятно, Балтазар был не первым ребёнком в семье, однако о старших детях Кристофа Баттьяни ничего не известно. Существуют, однако, указания на то, что Балтазар Баттьяни мог родиться как раньыше, так и позже указанной даты. Самая ранняя возможная дата — 1537 год, когда поженились его родители. Их младший сын Гаспар (Gáspár), родился, вероятно, в 1545 году. В 1548 году он был парализован в результате оспы, однако позднее он снова смог двигаться. Братья воспитывались в Неметуйваре у своего бездетного дяди Ференца, который организовал нечто вроде школы для детей венгерской знати. Там же обучались три дочери магната Николая Зринского, на одной из которых впоследствии женился Балтазар. Братья жили преимущественно у Ференца и его супруги, и их отношения с родителями постепенно ухудшались.

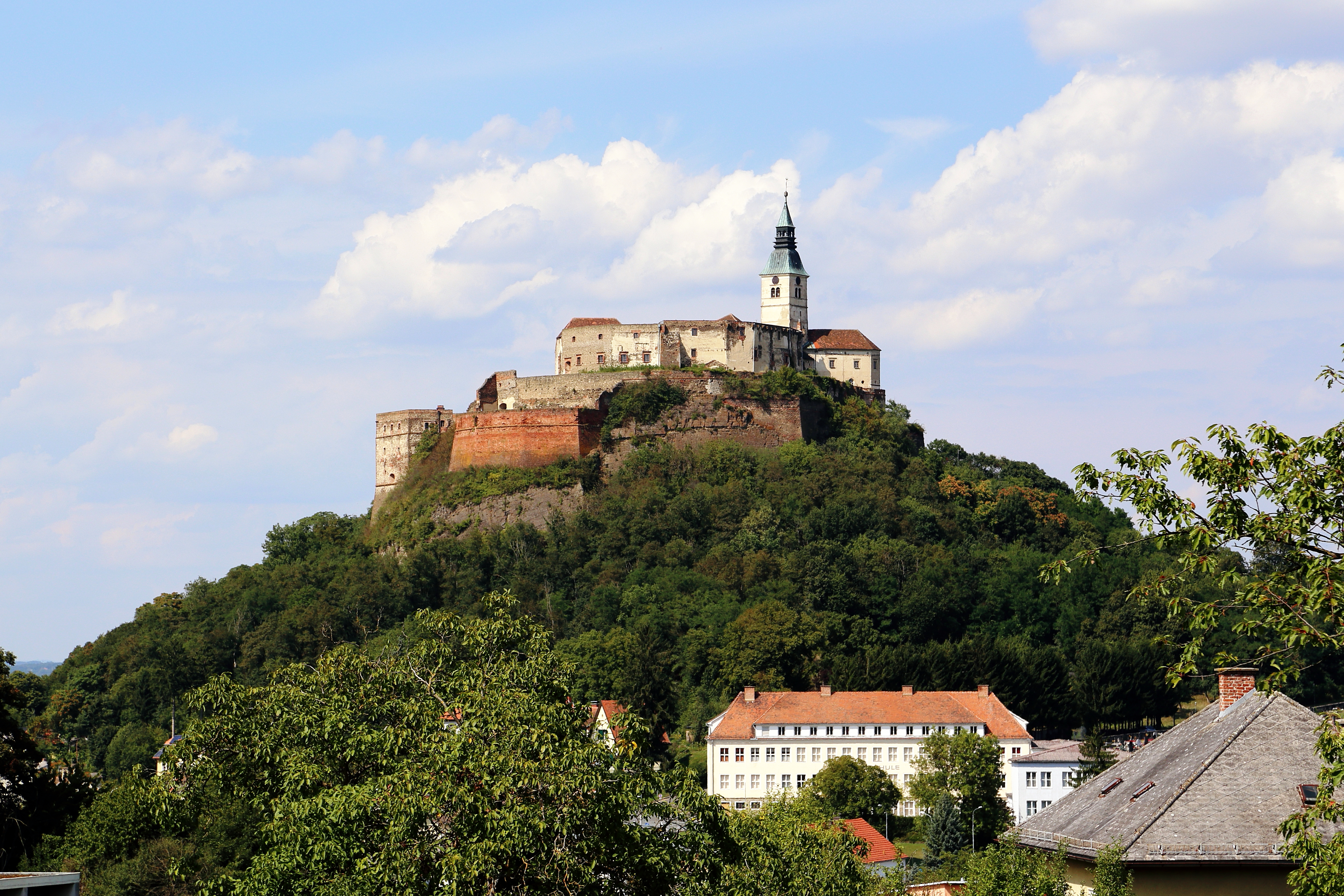
Вид на Неметуйварский замок.

Своим внучатым племянникам Ференц Баттьяни предоставил личных преподавателей, имена которых известны из писем Балтазара — Михаль Антальффи (Mihály Antalffy), Михаль Помагаич (Mihály Pomagaics) и Балинт Фадди (Bálint Faddi). C первым из них юный Баттьяни путешествовал по Восточной Венгрии, в Загреб, Виницу и Вену. Хорват Помагаич, который раньше обучал его отца, привил своему ученику интерес к ботанике — в письмах 1553 года Балтазар просил Кристофа прислать ему различные растения. Тогда же он просил отца купить ему «Грамматику» Филиппа Меланхтона, которую ему рекомендовал учитель в качестве незаменимого пособия. Вероятно, отец не спешил выполнить эту просьбу, поскольку год спустя Балтазар напомнил ему о ней, и попросил дополнительно выслать «Proverbia Salomonis» с комментариями того же автора. С лета 1554 года Балтазар был доверен Балинту Фадди, который был больше занят устройством своего пруда в Неметуйваре. Тогда же частное обучение юного Баттьяни практически завершилось.
В возрасте примерно 12 лет Балтазар обратился к своему отцу с просьбой дать ему возможность изучить другие языки, помимо уже изученных венгерского и латыни, с тем, чтобы он мог впоследствии занять достойное место при королевском или эрцгерцогском дворе. Вероятно, согласно планам Кристофа, Балтазар должен был отправиться в Италию, что было менее перспективно с точки зрения карьеры. Ференц Баттьяни поддержал устремления Балтазара, и уже в конце 1555 тот обучался в Граце. Вероятно, по-прежнему было обучение происходило у частных преподавателей. От периода учёбы в Граце сохранились письма, в которых Балтазар жаловался на холод в своём жилище и просил денег на покупку дров. Начиная с 1557 года Балтазар Баттьяни провёл несколько лет при венском дворе. Согласно обычаю, дети из знатных семей некоторое время служили пажами, после чего получали звание magnificus, дававшее им большую свободу и право сопровождать короля во время конных прогулок. Вероятно, в качестве пажа Балтазар провёл больше времени, чем было принято, поскольку в 1559 году его мать просила Иштвана Килиту (István Kility), капитана Неметуйвара, похлопотать за сына при дворе. В конце того же года Фердинанд I отправил Балтазара ко двору короля Франции Франциска II. Вполне возможно, что по пути Балтазар был принят в Брюсселе королевой Марией Австрийской, фрейлиной которой когда-то была Каталина Светкович. Два следующих года Балтазар провёл в Париже, переживавшим перед Варфоломеевской ночью расцвет интеллектуальной жизни, изучая французский язык и совершенствуя свои манеры. Информации о круге интеллектуального общения Балтазара в парижский период не сохранилось. Поступив на службу к принцам де Гиз, братьям Франсуа и Шарлю, Балтазар получал небольшую плату 30 франков в год. 28 марта 1650 года он стал свидетелем покушения протестантов на членов правящих семей Франции, о чём оставил заметки. Жестокая расправа над покушавшимися произвела на него глубокое впечатление. Из писем Балтазара не ясно, учился ли он в университете, однако тема безденежья звучит постоянно, и ему пришлось отказаться от личного слуги Фаркаса (Farkas), который вновь поступил к нему на службу по возвращении в Венгрию. В ноябре 1561 года Ференц привёз Гаспара из Падуи в Вену для консультации с врачом-травником. Возможно, Балтазар также посещал Италию, где изучил язык этой страны — согласно ботанику Карлу Клузиусу, на нём он переписывался с архитектором Пьетро Феррабоско (эти письма не сохранились).
После возвращения на родину, Баттьяни некоторое время служил при дворе, однако сохранилось мало свидетельств этого периода его жизни. Тогда Вена на непродолжительное время стала прибежищем для интеллектуалов-протестантов из Нидерландов — покровительством Фердинанда I и его сына Максимилиана II (1564—1576) пользовались библиотекарь Гуго Блоций, врач Ремберт Додунс и смотритель императорских садов Карл Клузиус. В 1563 году Центральную Европу посетил алхимик Джон Ди, приглашённый на коронацию Максимилиана II в Пожони. Согласно его письму, он пользовался гостеприимством некоего юного «венгерского дворянина», с которым он обсуждал свои исследования — согласно распространённой версии, им был Балтазар Баттьяни. К тому времени отношения Кристофа Баттьяни со своими сыновьями окончательно испортились, он проклял сначала Гаспара, который вскоре умер, а потом и Балтазара.

### Женитьба и Реформация
В 1565 году Балтазар Баттьяни обручился с дочерью Николая Зринского Дорицей (1550—1621). Будучи протестантом, Зринский являлся крупным магнатом, баном Хорватии в 1542—1556 годах. Продолжая исполнять обязанности при дворе, Балтазар в августе принимал участие в погребальных торжествах по Фердинанду I. Поскольку новый император Максимилиан II нуждался в его услугах, церемония бракосочетания была отложена и состоялась в феврале 1566 года в замке Зринских в Эберау. В качестве свадебного подарка император прислал новобрачным позолоченные бокалы. Балтазар Баттьяни и его жена имели несколько детей, из которых трое дожили до взрослого возраста: сын граф Ференц Баттьяни (род. 1570/1) и дочери Каталина (род. 1575) и Доротея (род. 1580). Летом 1566 года, судя по письмам к Ференцу Баттьяни, Балтазар оказался в расположении войск, принимавших участие в Сигетварской битве. Войска Габсбургов в ходе защиты Сигетвара возглавлял Николай Зринский. Тесть Балтазара погиб 8 сентября и, по обычаям того времени, османы отрезали его голову. Позднее, в ходе погребальной церемонии, Балтазар нёс её в своих руках. 28 ноября 1566 года умер дядя Ференц, и его огромные владения были разделены. Неметуйварский замок достался его вдове Каталине Светкович, замки Шлайнинг и Рехниц перешли к Кристофу Баттьяни как старшему мужскому родственнику. В 1570 году Кристоф умер, а вскоре после этого умерла мать Балтазара Эржбета Светкович. После смерти в 1575 году тётки Каталины Балтазар объединил в своих руках все владения рода Баттьяни.
3 марта 1568 года Балтазар был назначен главным королевским поставщиком (dapiferorum regalium magister), а месяц спустя задунайским капитан-генералом. Поскольку должности не давали ни дохода, ни возможности участвовать в принятии военных решений, к июню того же года он избавился от них. В большей степени, чем государственная служба, Балтазара Баттьяни увлекала идея организации образования, и, продолжая дело своего дяди, он также принимал на обучение детей дворян. В 1575 году, по рекомендации Яноша Гичи, к их числу присоединился Гаспар Пазмань (Gáspár Pázmány), брат будущего лидера контрреформации в Венгрии Петера Пазманя.